# أخير أكيتشي
أخير أكيتشي باروتيا (بالإسبانية: Ager Aketxe Barrutia)‏ (مواليد 30 ديسمبر 1993 - بلباو ، إسبانيا) لاعب كرة قدم إسباني ، يلعب في مركزي لاعب خط الوسط المهاجم والجناح الأيسر ، ويلعب حاليًا لنادي أتلتيك بيلباو الإسباني ، وهو شقيق أصغر للاعب إسحاق أكيتشي لاعب نادي ألباسيتي.

## بطولات وإنجازات اللاعب

### أتلتيك بيلباو
- كأس السوبر الإسباني: 2015

## وصلات خارجية
- أخير أكيتشي على موقع الدوري الأمريكي (الإنجليزية)
- أخير أكيتشي على موقع إي إس بي إن إف سي (الإنجليزية)
- أخير أكيتشي على موقع قاعدة بيانات كرة القدم.إي يو (الإنجليزية)
- أخير أكيتشي على موقع Soccerway.com (الإنجليزية)
- أخير أكيتشي على موقع عالم كرة القدم.نت (الإنجليزية)
- أخير أكيتشي على موقع AS.com (الإسبانية)